# 三木工場公園

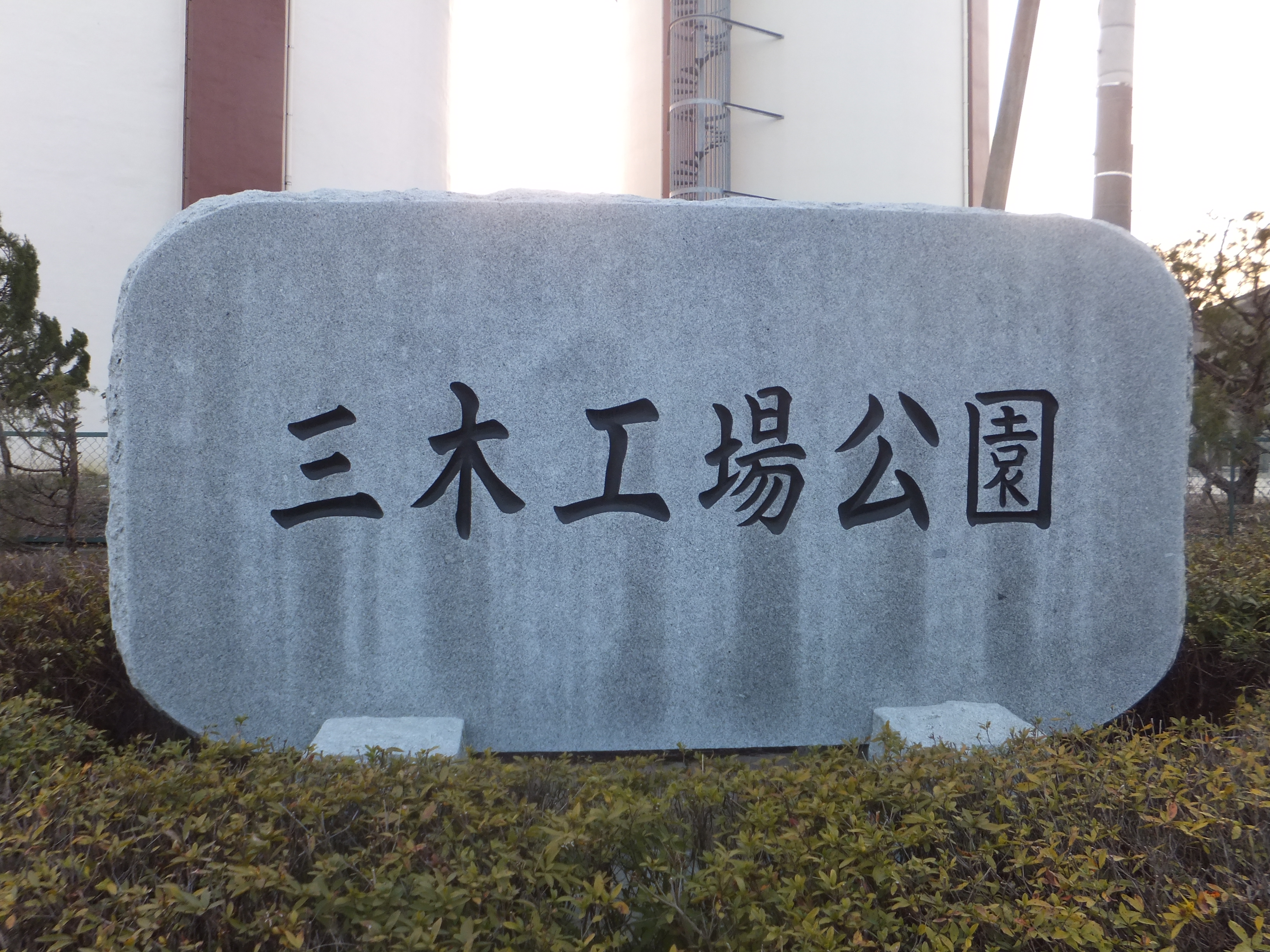
看板

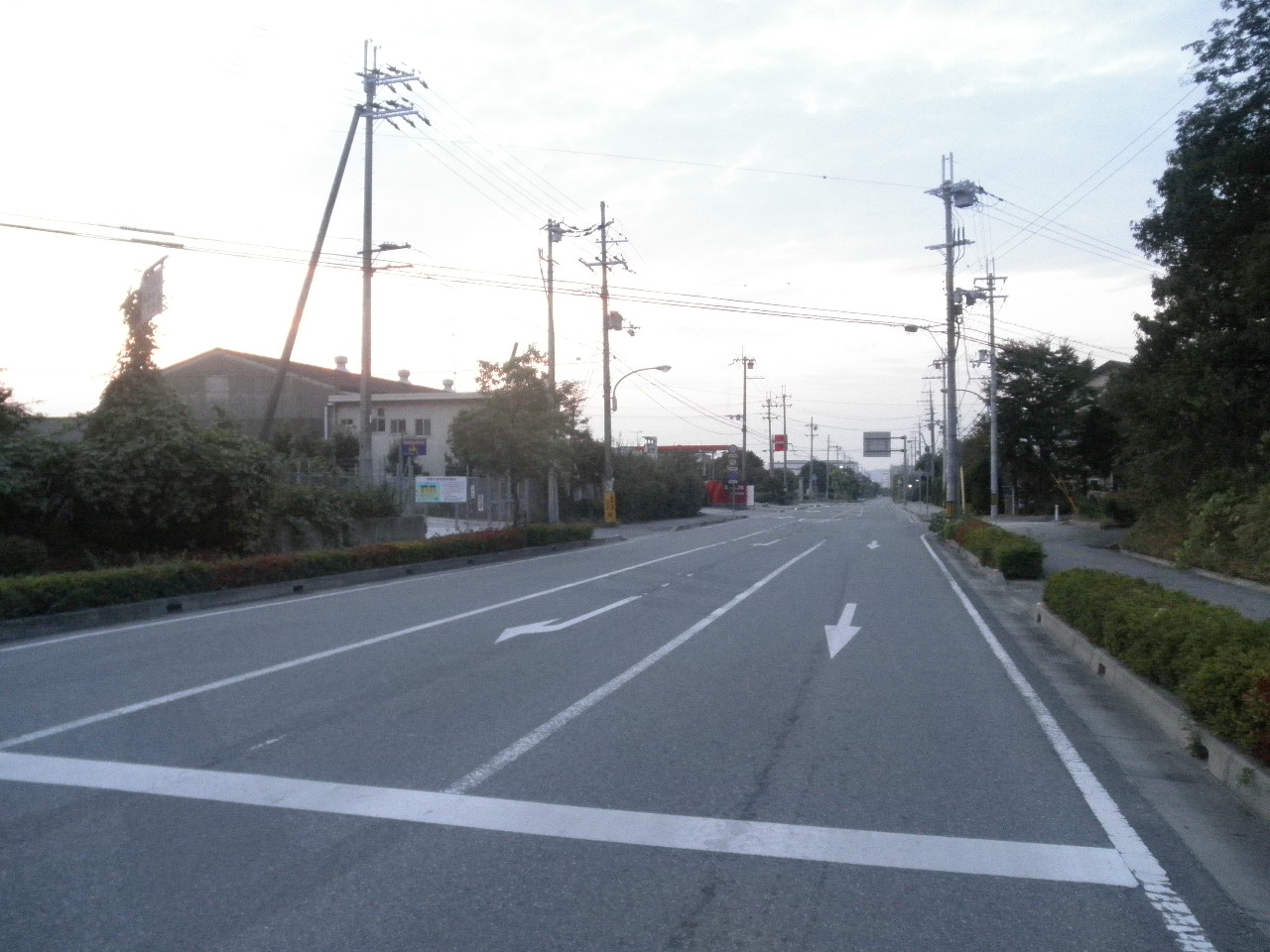
南側出入口

三木工場公園（みきこうじょうこうえん）は兵庫県三木市別所町巴にある工業団地である。公園と銘打つが、工業団地である。

## 概要
当初は機械・金属を扱う業種を対象として1973年より分譲を開始したが、産業構造の変化に伴い対象業種を拡大した。2006年時点で34社が立地し、約2,800人が勤務している。

## 沿革
- 1973年 - 分譲を開始する。

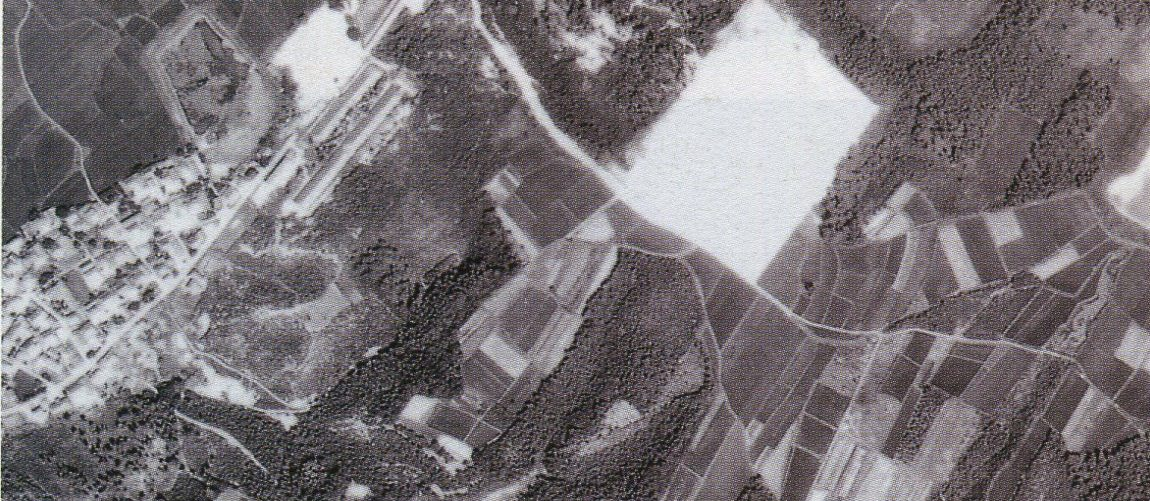
開発前の三木工場公園
1961年撮影

- 1978年（昭和53年）5月8日 - 完成する。[3] [4] [5]

## 立地する事業所一覧
播州三木打刃物に関連する企業など35社が操業しており、そのうち26社が金属加工関連企業である。工場用地は合計で53haである。
| 大字     | 番地 | 事業所名                          |
| -------- | ---- | --------------------------------- |
| 別所町巴 | 1    | 古野電気 三木工場                 |
| 別所町巴 | 2    | 極東開発工業 三木工場             |
| 別所町巴 | 7    | オークラ輸送機 三木工場           |
| 別所町巴 | 9    | 三木紙パック                      |
| 別所町巴 | 11   |                                   |
| 別所町巴 | 14   | 極東開発工業 三木南工場           |
| 別所町巴 | 16   | 谷垣工業 三木工場                 |
| 別所町巴 | 17   | 日立金属工具網 関西支店兵庫営業所 |
| 別所町巴 | 18   | プレテック 三木工場               |
| 別所町巴 | 19   | ミヤナガ 第二工場                 |
| 別所町巴 | 20   | 近畿工業 三木工場                 |
| 別所町巴 | 21   | 東洋物産工業 本社工場             |
| 別所町巴 | 21-2 | 三陽金属 巴工場                   |
| 別所町巴 | 24   | カネシカ                          |
| 別所町巴 | 25   | 大阪冶金興業 三木工場             |
| 別所町巴 | 26   | 三徳 三木工場                     |
| 別所町巴 | 29   | ヤマヒデ食品 本社工場             |
| 別所町巴 | 31   | ミヤモトエンジニアリング          |
| 別所町巴 | 32   | 石井超硬工具製作所                |
| 別所町巴 | 33   | 丸金パイプ 三木工場               |
| 別所町巴 | 35-2 | 播州鍛工                          |
| 別所町巴 | 35-3 | 三木刃物製作所                    |
| 別所町巴 | 35-4 | 三木鋼帯                          |
| 別所町巴 | 35-5 | 大田製作所                        |
| 別所町巴 | 36   | 近畿工業 巴工場                   |
| 別所町巴 | 37   | 中橋製作所 巴工場                 |
| 別所町巴 | 38   | 井本刃物                          |
| 別所町巴 | 39   | 神東工業                          |
| 別所町巴 | 40   | サボテン                          |
| 別所町巴 | 45   | ニコテック 三木工場               |

## その他の施設
- ともえ公園